# Action antifasciste Paris-Banlieue
Cet article possède un paronyme, voir Collectif antifasciste Paris-Banlieue.
Action antifasciste Paris-Banlieue (AFAPB) est un groupe autonome d'extrême gauche de la mouvance antifasciste française des années 2010, médiatisé lors de l'affaire Clément Méric (2013).

## Contexte historique

Le logo du Réseau No Pasaran (2010).

En France, dans les années 1980 des collectifs antifascistes autonomes (Section carrément anti-Le Pen), souvent non organisés et non institués, se fédèrent en partie dans le Réseau No Pasaran qui s'est dissout en 2013.
En 1990, est créé le réseau associatif Ras l'front dont le but est de lutter contre le Front national et ses idées. Fin des années 2000, le réseau disparait.
L'antifascisme contemporain n'est pas à proprement parler un mouvement unifié et structuré. Selon Gilles Vergnon, professeur d’histoire contemporaine à l’Institut d'études politiques de Lyon et auteur de l’Antifascisme en France : « le mouvement antifasciste n’est plus du tout organisé au niveau national comme c’était le cas dans les années 1990 », et par ailleurs, « c’est une mouvance qui postule un antifascisme radical, c’est-à-dire qu’il n’est pas question d’avoir des alliances larges contre le Front national : ils ne s’allient ni avec la droite modérée ni avec la gauche du gouvernement ».
Dans les années 2000, il n’existe plus d’organisation nationale active et coordonnées.[réf. souhaitée] Pour Guillaume Origoni, docteur en histoire contemporaine à Paris X, spécialiste des groupes radicaux, depuis le début des années 2000 les modes d’action ne se réfèrent pas à un grand projet de transformation de la société mais plutôt à des combats précis. En ce moment[Quand ?], ce sont les violences policières.

## Origines et idéologie
Créée en 2008, Action antifasciste Paris-Banlieue serait le groupe qui compterait le plus de militants antifascistes à Paris et en banlieue parisienne, avec beaucoup d’anciens de la tribune Auteuil du Parc des princes,.
L’Action antifasciste Paris banlieue, avec une centaine de membres, plutôt jeunes, qui se définissent comme des « antifas radicaux », s'organise en structure horizontale et par un système de parrainage. Sur son site internet, le groupe pose les bases de son fonctionnement : des groupes « autonomes », cooptés de l'intérieur, cherchant à lutter contre la « culture fasciste ».
Action antifasciste Paris-Banlieue se manifeste notamment par l’action directe dans des affrontements de rue et refuse d’être « récupéré par la sphère politique ».
Selon le Réseau d'étude, de formation et de lutte contre l'extrême droite et la xénophobie (REFLEXes) interviewé par le politologue Nicolas Lebourg, « c’est un groupe avec une existence et une activité militante bien réelle, avec pas loin de 60-80 militants/sympathisants. Ils proviennent de différents milieux dont le milieu antifa radical libertaire, les stades, mais aussi du rap. ».
Selon Action antifasciste Paris-Banlieue, « La lutte antifasciste ne repose pas sur les violences de rue [...] Le but de l'antifascisme n’est pas de se battre avec l’extrême droite. Ça, c’est leur vision à eux. Une vision basée sur le conflit en désignant des ennemis, à savoir l’étranger, l’homosexuel ou l’antifasciste [...] Mais, à partir du moment où vous combattez des gens qui se nourrissent de la violence, que voulez-vous qu’il se passe ? Oui, la violence existe. ».
Selon le politologue Philippe Lamy, il s'agit d' « un antifascisme radical, pour qui la lutte anticapitaliste contre l'État libéral et l'extrême droite est prioritaire [...] Le groupe [...] est assez sectaire, autonome, on y entre uniquement par cooptation. Pas plus de cent, ils sont les seuls à mener une action concrète et violente contre les groupuscules d'extrême droite. »
En 2017, lors du deuxième tour de l'élection présidentielle française opposant Emmanuel Macron à Marine Le Pen, le collectif Action antifasciste Paris-Banlieue refuse de rejoindre le front républicain et appelle aux manifestations « Ni Le Pen ni Macron ».
En 2017, quatre ans après la mort de Clément Méric, selon le quotidien Le Monde, l’Action antifasciste Paris-Banlieue, manifeste aux côtés de l'UNEF et du Mouvement des jeunes communistes dans une démarche de rapprochement.

## Histoire

### Affaire Clément Méric
Le 6 juin 2013, Clément Méric, militant à l'Action antifasciste Paris-Banlieue, et à Solidaires Étudiant-e-s,,, meurt à la suite d'une altercation survenue la veille avec un groupe de skinheads d'extrême droite,.
Cette mort déclenche un fort émoi au sein de la scène politique française,,. Des dizaines de personnes approchent alors les antifas, surtout l’Action antifasciste Paris Banlieue, qui a longuement réfléchi à la possibilité d’accueillir de nouveaux membres avant de les renvoyer vers le Collectif antifasciste Paris Banlieue, plus ouvert vers l’extérieur.

### Affaire de la voiture brûlée
Les 18 et 19 mai 2016, après l'attaque puis l'incendie d'un véhicule de police dans lequel se trouvaient deux agents, en marge d'une manifestation interdite « contre les violences policières », cinq personnes, décrites par le parquet et les enquêteurs, comme membres de la mouvance radicale d'ultragauche et appartenant aux « anarchos-autonomes » et à l'Action antifasciste Paris-Banlieue, sont placées en garde à vue,,,. Le 21 mai, quatre sont mises en examen notamment pour tentative de meurtre.
Malgré les démentis et la mise en avant par les avocats, Irène Terrel et Antoine Comte, d'un dossier « vide » fondé uniquement sur un témoin anonyme dont le nom apparaît finalement dans un procès-verbal et « qui se trouve être un policier des renseignements généraux de la Préfecture de police »,,, le procès abouti à la condamnation de sept des neuf inculpés à des peines allant jusqu'à 7 ans de prison. Deux des condamnés sortent en novembre 2017.
Au cours de l'enquête, la police saisit lors des perquisitions chez les suspects, des tracts antifascistes, un poing américain, une matraque et des bouteilles de gaz. L’enquête révèle également que, parmi eux, certains, étudiants en première année d'histoire, de sociologie ou de géographie, sont issus de bonnes familles,,. L'un d'entre eux est par ailleurs fiché S pour son appartenance à « la mouvance contestataire antifasciste susceptible de se livrer à des violences ».

### Depuis 2017
En février 2017, l'AFAPB appelle à plusieurs rassemblements en soutien à Théodore Luhaka, qui aurait été victime d'un viol de la part de policiers au cours d’une interpellation à Aulnay-sous-Bois. Le collectif parvient ainsi à rassembler près de 250 personnes le 8 février à Paris.
Des affrontements ont lieu entre ultra-gauche et ultra-droite pour la tête de cortège des défilés parisiens des Gilets jaunes. Plusieurs membres de l'ultra-droite sont blessés. Une dizaine de membres de l'ultra-gauche sont arrêtés pour ces violences, dont Antonin Bernanos incarcéré à Fresnes le 18 avril 2019.
En avril 2022, Antonin Bernanos, « figure de la mouvance antifasciste », est à nouveau condamné pour violences lors d'une manifestation en 2016. Cinq prévenus, âgés de 26 à 33 ans, sont reconnus coupables de violences en réunion ayant entraîné plus de huit jours d'incapacité totale de travail (ITT) sur un ancien militaire et candidat du Front national. Le tribunal correctionnel de Paris prononce une peine de 10 mois d'emprisonnement assortie de sursis à l'encontre d'Antonin Bernanos, en récidive.

## Lieu: le barLe Saint-Sauveur
Selon le site StreetPress en 2015, le bar Le Saint-Sauveur appartenant à Julien Terzics, ancien des Red Warriors, au pied de la butte de Ménilmontant, est « Le bar antifa de Paris, aux murs tapissés de posters anti-capitaliste ou anti-répression policière, sans parler des stickers de l’Action Antifasciste Paris-Banlieue. [...] Au Saint-Sauveur, on se revendique de l’antifascisme radical [...] les partis politiques ne sont clairement pas la tasse de thé de la faune libertaire du lieu »,,,.
Le 4 juin 2020, le bar est la cible d'une descente armée revendiquée par le groupuscule d'extrême droite les « Zouaves », fondé sur les ruines du GUD,. Le groupe d'assaillants est très rapidement repoussé et s'enfuit,, après avoir provoqué un blessé et des dégâts matériels. Cette attaque a eu lieu la veille de l'anniversaire de la mort de Clément Méric,. En août 2020, Le Saint-Sauveur est fermé par la préfecture de police de Paris qui lui reproche, entre autres, l’incursion des militants d’extrême droite.
Le bar ferme définitivement ses portes le samedi 4 janvier 2025 à la suite du décès de son fondateur Julien Terzics en juillet 2024.

### Médiagraphie

#### Vidéographie
- Marc-Aurèle Vecchione, Antifa, chasseurs de skins, Résistance Films, 60 min, 2008, voir en ligne.
- Hondelatte Dimanche, Qui sont les antifascistes ?, Numéro 23, 16 juin 2013, voir en ligne.
- Hazem El Moukaddem, Régis Dubois, Acta non verba, film documentaire, Marseille, Collectif Nosotros, 2014, 66 min, voir en ligne.